# 和平街道 (梅河口市)
和平街道，是中华人民共和国吉林省通化市梅河口市下辖的一个乡镇级行政单位。

## 行政区划
和平街道下辖以下地区：
四合社区、翠园社区、铁东社区、八十八栋社区、万胜村和全胜村。